# Phoroncidia argoides
Phoroncidia argoides är en spindelart som först beskrevs av Carl Ludwig Doleschall 1857.  Phoroncidia argoides ingår i släktet Phoroncidia och familjen klotspindlar. Inga underarter finns listade i Catalogue of Life.